# Marius Gersbeck
Marius Gersbeck (Berlijn, 20 juni 1995) is een Duits voetballer die als doelman speelt. Hij verruilde Hertha BSC in juli 2019 voor Karlsruher SC.

## Clubcarrière
Gersbeck speelde in de jeugd bij SC Siemensstadt, FC Brandenburg 03 en Hertha BSC. Hij debuteerde op 21 december 2013 voor Hertha BSC in de Bundesliga, tegen Borussia Dortmund in het Westfalenstadion. Hij hielp zijn team mee aan een 2-1 overwinning.

## Interlandcarrière
Gersbeck heeft vier caps op zijn naam voor Duitsland –18. Op 5 maart 2014 debuteerde hij voor Duitsland –19 in een oefeninterland tegen Italië –19. Hij keepte de volledige wedstrijd, die in 1–1 eindigde.

## Erelijst
| Kampioen 2. Bundesliga | 1x | 2012/13 |